# When I Look at You
When I Look at You ist ein Lied der US-amerikanischen Sängerin Miley Cyrus. Es ist am 15. Februar 2010 von Hollywood Records als zweite und letzte Single aus Cyrus’ erster EP The Time of Our Lives (2009) veröffentlicht worden. Der Titel war 2010 Teil des Soundtracks zu Mit Dir an meiner Seite.

## Hintergrund
When I Look at You wurde von Hillary Lindsey und John Shanks geschrieben. Er wurde verwendet, um den Film Mit dir an meiner Seite (2010) zu bewerben, der auf dem gleichnamigen Roman von Nicholas Sparks basiert und in dem Cyrus die Rolle der Veronica „Ronnie“ Miller spielt, einer wütenden, rebellischen Siebzehnjährigen, die gezwungen ist, einen Sommer mit ihrem entfremdeten Vater Steve (Greg Kinnear) zu verbringen. Der Song war zuerst auf Cyrus’ 2009 erschienener EP The Time of Our Lives und dann auf dem Film und dem dazugehörigen Soundtrack zu hören. Ursprünglich sollte der Song auf Cyrus’ 2010er-Album Can’t Be Tamed enthalten sein; es wurde jedoch beschlossen, ihn sowohl in The Time of Our Lives als auch als Titelsong für Mit dir an meiner Seite aufzunehmen, da er gut zum Konzept des Films passte. Später wurde eine Remix-Version mit dem Titel Te Miro a Ti mit dem spanischen Sänger David Bisbal veröffentlicht, in der Cyrus ihren Text auf Englisch singt, während Bisbals Text auf Englisch und Spanisch gemischt ist.
Im Jahr 2020 erlangte das Lied erneut Popularität, da es in einer Video-Challenge auf TikTok gezeigt wurde. Der Song kletterte in den Charts von Spotify und Apple Music nach oben und schaffte es in die Top 10 der beliebtesten Titel von Cyrus auf Spotify.

## Musikvideo
Das Musikvideo zu When I Look at You wurde von Adam Shankman, dem Produzenten von Mit dir an meiner Seite, gedreht. Das Video wurde am 16. August 2009 an verschiedenen Schauplätzen in Savannah, Georgia, aufgenommen. „Die Prämisse des Videos für 'When I Look at You' ist es, die Beziehungen zwischen Miley, dem Klavier und der Musik, ihrer Beziehung zu Liam und ihrer Beziehung zum Song zusammenzubringen“, so Shankman zum Konzept des Videos. Er war der Meinung, dass zwischen Cyrus und Hemsworth bei den Dreharbeiten zu Mit dir an meiner Seite eine „großartige Chemie“ herrschte, die sie auch in das Video einbrachten. Zu Beginn des Videos ist ein schwarzer Flügel auf einem Pier zu sehen, der in eine Nahaufnahme von Cyrus übergeht, die ihr gewelltes Haar offen trägt. Man sieht sie in einem langen weißen Kleid Klavier spielen. Der australische Schauspieler Liam Hemsworth, der Will Blakelee in Mit dir an meiner Seite spielt, erscheint neben dem Klavier, ohne dass Cyrus zu sehen ist. Im weiteren Verlauf des Videos singt und spielt Cyrus in einem Wald, am Strand und im Vorgarten eines Herrenhauses Klavier. In Zwischensequenzen sind Cyrus und Hemsworth bei einer romantischen Interaktion zu sehen, einmal küssen sie sich in einem Weizenfeld. Das Video endet damit, dass das Klavier wieder allein auf dem Pier steht. Später wurden zwei alternative Versionen des Musikvideos veröffentlicht.
Die offizielle Premiere des Videos fand am 21. Februar 2010 auf ABC Family statt, wurde aber bereits am 11. September 2009 ins Internet gestellt. Jocelyn Vena von MTV News gratulierte Shankman dazu, dass er die Romantik in dem Video eingefangen hat. Sie kommentierte weiter: „Cyrus wird definitiv erwachsen, etwas, das sie der Welt schon seit einer Weile beweisen wollte. Und obwohl es in dem Clip nichts besonders Schockierendes gibt, zeigt die Stimmung, dass Cyrus ganz sicher bereit ist, Hannah Montana hinter sich zu lassen.“ Jefferson Reid von E! rezensierte die Version, in der Ausschnitte aus dem Film verwendet werden, und sagte, dass die Clips den Produktionswert hoch hielten, „aber auch dazu beitrugen, dass die Dinge leicht zu sehen waren“.
Bis Mai 2024 zählte das Musikvideo über 161 Millionen Aufrufe bei der Videoplattform Youtube.

## Rezensionen
Lael Lowenstein vom Variety Magazine nannte ihn eine „fast unvermeidliche Hit-Single“, und Heather Phares von AllMusic bemerkte, dass „Cyrus wirklich glänzt, wenn sie ihre ... Balladen singende Diva in den Vordergrund treten lässt.“ Phares fügte hinzu, dass sie die Balladen auf der EP ebenso gut beherrscht. Bill Lamb von About.com war anderer Meinung und erklärte: „Die beiden Balladen 'When I Look At You' und 'Obsessed' wirken wie Wegwerflieder. Miley Cyrus hatte einen großen Hit mit dem sehr inspirierenden 'The Climb', aber die Balladen hier verwischen die Besonderheit ihrer Stimme und fühlen sich einfach gewöhnlich an.“ Michael Hann von der englischen Zeitung The Guardian bezeichnete When I Look at You als eine der „minderwertigen Balladen“ auf The Time of Our Lives. Der Song gewann den Teen Choice Award 2010 für „Choice Music: Liebeslied“.

## Kommerzieller Erfolg

### Chartplatzierungen
In den Vereinigten Staaten erreichte When I Look at You in der Woche bis zum 30. Januar 2010 erstmals Platz 88 der Billboard Hot 100. In der Woche, die am 17. April 2010 endete, stieg When I Look at You von seiner vorherigen Position auf Platz 25 auf Platz 16 der Billboard Hot 100 auf. Der Song erreichte Platz 18 in den Billboard Adult Contemporary Charts. Der Song erschien erstmals in den kanadischen Hot 100 auf Platz 59 und erreichte in der Spitze Platz 24.
Der Song stieg auf Platz 50 der australischen Singlecharts ein und erreichte nach drei Wochen des Aufstiegs seinen Höhepunkt auf Platz 19. In Neuseeland debütierte When I Look at You und erreichte die Nummer 27. Der Song erreichte bei seinem Debüt Platz 79 der britischen Charts. In der Woche bis zum 1. April 2010 erreichte es Platz 45 der irischen Singlecharts. Auf dem europäischen Festland erreichte When I Look at You Platz 23 der wallonischen (französischsprachigen) belgischen Ultratip-Singlecharts, und Platz 49 der Schweizer Singles-Charts. In Deutschland erreichte der Titel Platz 60 der deutschen Charts.
| ChartsChartplatzierungen       | Höchstplatzierung | Wochen |
| ------------------------------ | ----------------- | ------ |
| Deutschland (GfK)              | 60 (2 Wo.)        | 2      |
| Österreich (Ö3)                | 56 (6 Wo.)        | 6      |
| Schweiz (IFPI)                 | 49 (4 Wo.)        | 4      |
| Vereinigte Staaten (Billboard) | 16 (13 Wo.)       | 13     |
| Vereinigtes Königreich (OCC)   | 79 (1 Wo.)        | 1      |

### Auszeichnungen für Musikverkäufe
Bis März 2023 hat sich When I Look at You in den Vereinigten Staaten über drei Millionen Mal verkauft und wurde von der Recording Industry Association of America mit Dreifach-Platin ausgezeichnet.
| Land/Region                  | Auszeichnungen für Musikverkäufe (Land/Region, Auszeichnung, Verkäufe) | Verkäufe  |
| ---------------------------- | ---------------------------------------------------------------------- | --------- |
| Australien (ARIA)            | 3× Platin                                                              | 210.000   |
| Brasilien (PMB)              | Gold                                                                   | 30.000    |
| Dänemark (IFPI)              | Gold                                                                   | 45.000    |
| Deutschland (BVMI)           | Gold                                                                   | 150.000   |
| Neuseeland (RMNZ)            | Platin                                                                 | 30.000    |
| Norwegen (IFPI)              | Platin                                                                 | 60.000    |
| Spanien (Promusicae)         | Gold                                                                   | 30.000    |
| Vereinigte Staaten (RIAA)    | 3× Platin                                                              | 3.000.000 |
| Vereinigtes Königreich (BPI) | Gold                                                                   | 400.000   |
| Insgesamt                    | 5× Gold · 8× Platin ·                                                  | 3.955.000 |

Hauptartikel: Miley Cyrus/Auszeichnungen für Musikverkäufe